# Soera De Wezenlijke
Soera De Wezenlijke is een soera van de Koran.
De soera is vernoemd naar de eerste aya, die De Wezenlijke luidt. Het heeft betrekking op de straf voor misdaden die zeker zal komen. De bazuin op de Laatste Dag wordt genoemd en wat zal volgen. Ook staat vermeld dat de goeden hun levensboek in hun rechterhand zullen houden, terwijl de slechten het in hun linkerhand dragen. De laatste ayaat maken duidelijk dat Mohammed geen dichter of waarzegger is, maar dat de boodschap die hij brengt de waarheid is.